# Sisal
Sisal (po lučkom gradu Sisalu na Yucatánu) ili sisal-konoplja  (lat. Agave sisalana) je biljna vrsta iz porodice šparogovki (lat. Asparagaceae), podrijetlom iz južnog Meksika i srednje Amerike, a uzgaja se pretežno u Brazilu i istočnoj Africi. Daje sjajno bijelo vlakno, poznato pod nazivom sisal, koje se koristi za izradbu užadi, vreća, četki, sagova, visećih kreveta, šešira. Duga vlakna tih biljaka daju alkalnom obradom na povišenoj temperaturi kratka vlakanca (od 3 do 5 milimetara), koja se lako melju u konusnim mlinovima i mogu se upotrijebiti umjesto sve manje raspoložive drvne celuloze za proizvodnju papira.
U širem smislu pod nazivom sisal na tržištu se javljaju vlakna različitih vrsta agava.